# Al-Mustamlah min kitab at-Takmila
Al-Mustamlah min kitab at-Takmila (arab. المستملح من كتاب التكملة, Al-Mustamlaḥ min kitāb at-Takmila) – arabski manuskrypt sporządzony przez Az-Zahabiego (1274 - 1348), islamskiego teologa, prawnika i historyka. 
Książka, będąca zbiorem biografii uczonych i artystów oraz ważnych osób współczesnych autorowi (w tym 17 kobiet), jest ważnym źródłem dostarczającym informacji o historii Andaluzji i Andaluzyjczykach z początków panowania islamu w tym kraju.
Manuskrypt składa się z 14 książek zawierających od 2 do 16 stron. Część stron zaginęła, obecnie pozostało 118 stron.
W 2017 manuskrypt, przechowywany w algierskiej bibliotece narodowej, został wpisany na listę Pamięci Świata.